# Pseudonapomyza
Pseudonapomyza este un gen de muște din familia Agromyzidae.

## Specii[1]
- Pseudonapomyza acanthacearum
- Pseudonapomyza afrospicata
- Pseudonapomyza alternantherae
- Pseudonapomyza asiatica
- Pseudonapomyza asystasiae
- Pseudonapomyza atra
- Pseudonapomyza atrata
- Pseudonapomyza atratula
- Pseudonapomyza atronitens
- Pseudonapomyza australiana
- Pseudonapomyza azizi
- Pseudonapomyza balkanensis
- Pseudonapomyza bifida
- Pseudonapomyza caspica
- Pseudonapomyza cingulata
- Pseudonapomyza conchata
- Pseudonapomyza confusa
- Pseudonapomyza cornigera
- Pseudonapomyza coutalamensis
- Pseudonapomyza deserta
- Pseudonapomyza dilatata
- Pseudonapomyza diminua
- Pseudonapomyza domestica
- Pseudonapomyza embuensis
- Pseudonapomyza embui
- Pseudonapomyza errata
- Pseudonapomyza eurasiatica
- Pseudonapomyza europaea
- Pseudonapomyza fabulosa
- Pseudonapomyza flavolunulata
- Pseudonapomyza gambica
- Pseudonapomyza gilletti
- Pseudonapomyza grandiosa
- Pseudonapomyza gujaratica
- Pseudonapomyza hamata
- Pseudonapomyza hispanica
- Pseudonapomyza hobokensis
- Pseudonapomyza hohmanni
- Pseudonapomyza hungarica
- Pseudonapomyza hypoestis
- Pseudonapomyza hypoestivora
- Pseudonapomyza insularis
- Pseudonapomyza istrensis
- Pseudonapomyza jacutica
- Pseudonapomyza justiciae
- Pseudonapomyza kobdosana
- Pseudonapomyza kyzylkumica
- Pseudonapomyza lacteipennis
- Pseudonapomyza lucentis
- Pseudonapomyza malayensis
- Pseudonapomyza malheri
- Pseudonapomyza matopi
- Pseudonapomyza media
- Pseudonapomyza memorata
- Pseudonapomyza mohelnica
- Pseudonapomyza mongoliensis
- Pseudonapomyza moraviae
- Pseudonapomyza multimoda
- Pseudonapomyza nepalensis
- Pseudonapomyza nigralis
- Pseudonapomyza nikolayi
- Pseudonapomyza odessae
- Pseudonapomyza ommata
- Pseudonapomyza ovalis
- Pseudonapomyza palavae
- Pseudonapomyza pallidinervis
- Pseudonapomyza palliditarsis
- Pseudonapomyza parilis
- Pseudonapomyza perspicua
- Pseudonapomyza philippinensis
- Pseudonapomyza pollicicornis
- Pseudonapomyza probata
- Pseudonapomyza projecta
- Pseudonapomyza pudica
- Pseudonapomyza pyriformis
- Pseudonapomyza quatei
- Pseudonapomyza rampae
- Pseudonapomyza rara
- Pseudonapomyza ruiruensis
- Pseudonapomyza rungiae
- Pseudonapomyza salubris
- Pseudonapomyza sandaliformis
- Pseudonapomyza siciformis
- Pseudonapomyza similis
- Pseudonapomyza spenceri
- Pseudonapomyza spicata
- Pseudonapomyza spinosa
- Pseudonapomyza stanionyteae
- Pseudonapomyza strobliana
- Pseudonapomyza subspinosa
- Pseudonapomyza sueciae
- Pseudonapomyza trilobata
- Pseudonapomyza urundensis
- Pseudonapomyza ustyurtica
- Pseudonapomyza vernoniae
- Pseudonapomyza vota
- Pseudonapomyza zambiana
- Pseudonapomyza zeae